# Hemitomes congestum
Hemitomes congestum ist eine Pflanzenart aus der Familie der Heidekrautgewächse (Ericaceae) und die einzige Art ihrer Gattung.

## Beschreibung
Hemitomes congestum ist eine chlorophylllose, myko-heterotrophe krautige Pflanze. Ihre Wurzeln sind faserig, die aus ihnen sprießende Spross- und Blütenstandsachse steht aufrecht und ist cremeweiß bis rötlich. Die Blätter sind einfach, Vorblätter fehlen.
Der Blütenstand ist ein- bis mehrblütig, Verzweigung ist möglich. Die Blüten sind vier-, selten bis sechszählig, Kelchblätter und Vorblätter sind vorhanden. Die Krone ist röhren- bis glockenförmig, die Kronblätter sind miteinander verwachsen. Die Staubblätter sind rund zwei Drittel so lang wie die Krone, die Staubbeutel wenden sich nicht um und sind längs geschlitzt. Der Griffel ist dauernd, die Narbe erweitert.
Der Fruchtknoten ist achtfächrig und weist parietale Plazentation auf. Die Frucht ist beerenartig, die Samen sind elliptisch und dickhäutig.
Die Samen sind linealisch, dünnwandig und haben längliche Zellen. Die Chromosomenzahl beträgt n=13.

## Verbreitung
Die Art findet sich im Westen der USA in Höhenlagen zwischen 30 und 2700 Meter.

## Systematik
Art und Gattung wurden 1858 durch Asa Gray erstbeschrieben.

## Nachweise
- P. F. Stevens et al.: Ericaceae. In: Klaus Kubitzki (Hrsg.): The Families and Genera of Vascular Plants - Volume VI - Flowering Plants - Dicotyledons - Celastrales, Oxalidales, Rosales, Cornales, Ericales., Springer-Verlag, Berlin 2004, S. 167–168, ISBN 978-3-540-06512-8